# Cyberdreams
Cyberdreams Interactive Entertainment fue un distribuidor de videojuegos ubicado en California que se especializó en juegos de aventuras desarrollados en colaboración con nombres famosos de los géneros de fantasía, terror y ciencia ficción entre 1990 y 1997.

## Historia
Patrick Ketchum, que ya había fundado Datasoft, fundó la empresa en 1990. En 1995, se produjo una «sacudida interna» en la que los inversores destituyeron a la dirección e instalaron un «equipo de gestión del cambio» que pudiera llevar a cabo la transición a la publicación por terceros. Ketchum abandonaría la empresa, iniciando una carrera como fotógrafo. La empresa desapareció a principios de 1997.
Los títulos de mayor éxito de Cyberdreams fueron Dark Seed, que incorporaba el arte de H. R. Giger, y I Have No Mouth, and I Must Scream, basado en el cuento homónimo de Harlan Ellison. Otros títulos publicados fueron CyberRace, un juego de carreras futurista que utilizaba los diseños de vehículos de Syd Mead, Noir: A Shadowy Thriller, una película interactiva de cine negro, y una secuela de Dark Seed.

## Lista de títulos publicados
- Dark Seed (1992)
- CyberRace (1993)
- Red Hell (1993)
- Dark Seed II (1995)
- I Have No Mouth, and I Must Scream (1995)
- Noir: A Shadowy Thriller (1996)

Algunos títulos anunciados por la compañía pero nunca completados incluyen:
- Hunters of Ralk, un videojuego de rol diseñado por el creador de Dungeons & Dragons Gary Gygax (con diseño del autor de Knights of Xentar David S. Moskowitz).[1]
- Wes Craven's Principles of Fear, basado en el concepto del director de cine Wes Craven.[2][3]

Otros juegos anunciados pero no lanzados son Evolver, una adaptación de Species, Reverence, y The Incredible Shrinking Character. Sólo dos sobrevivieron con la ayuda de otros editores: Ares Rising y Blue Heat. Reverence también llegó a filtrarse como prototipo jugable.